# Express.js
Express.js est un framework pour construire des applications web basées sur Node.js. C'est de fait le framework standard pour le développement de serveur en Node.js. L'auteur original, TJ Holowaychuck, le décrit comme un serveur inspiré de Sinatra dans le sens qu'il est relativement minimaliste tout en permettant d'étendre ses fonctionnalités via des plugins.

## Architecture
L'architecture de ce framework serait comparable à celui du Modèle Vue Contrôleur (le modèle MVC).

## Exemple

### app.js
Le code JavaScript ci-dessous démarre un serveur Web à l'écoute sur le port 3000 :
```
const
 
express
 
=
 
require
(
"express"
);

const
 
app
 
=
 
express
();

app
.
get
(
'/'
,
 
(
req
,
 
res
)
 
=>
 
res
.
send
(
'Hello, World!'
))

app
.
listen
(
3000
,
 
()
 
=>
 
{

    
console
.
log
(
'Serveur en écoute sur le port 3000'
)

});

```

## Usage
Plusieurs sites web utilisent ou ont utilisé le framework :
- Netflix[7]

- MySpace
- LearnBoost
- Storify
- Geekli.st
- Klout
- Prismatic
- Study Notes
- Persona
- Countly
- Segment.io
- Yummy
- Koding
- Apiary.io
- Cozy
- FlyLatex
- SimpleSet
- Ghost
- LogHuman
- VogueVerve
- Glip
- Gugamarket
- etc.